# Нісіґай Наоко
Нісіґай Наоко (яп. 西貝 尚子; нар. 22 січня 1969) — японська футболістка. Вона грала за збірну Японії.

## Клубна кар'єра
Виступала в «Nikko Securities Dream Ladies». В 1999 року вона перейшла до «OKI FC Winds». Наприкінці сезону 1999 року вона завершила ігрову кар'єру.

## Виступи за збірну
Дебютувала у збірній Японії 2 травня 1999 року в поєдинку проти США. У складі японської збірної учасниця жіночого чемпіонату світу 1999 року. У 1999 році зіграла 2 матчі в національній збірній.

## Статистика виступів
| Збірна Японії | Збірна Японії | Збірна Японії |
| Рік           | Матчі         | Голи          |
| ------------- | ------------- | ------------- |
| 1999          | 2             | 0             |
| Загалом       | 2             | 0             |